# Fosseuse
Fosseuse ist eine ehemalige französische Gemeinde mit 786 Einwohnern (Stand: 1. Januar 2020) im Département Oise in der Region Hauts-de-France. Sie gehörte zum Arrondissement Beauvais. Die Bewohner werden Fosseusois und Fosseusoises genannt.
Der Erlass des Präfekten vom 25. September 2015 legte mit Wirkung zum 1. Januar 2016 die Eingliederung von Fosseuse als Commune déléguée zusammen mit den früheren Gemeinden Bornel und Anserville zur neuen Commune nouvelle Bornel fest.

## Geografie
Fosseuse liegt am südlichen Rand des Départements, etwa 25 Kilometer südsüdöstlich von Beauvais. Der Ort befindet sich in der Région naturelle Pays de Thelle in der Picardie.
Umgeben wird Fosseuse von den Nachbargemeinden und den anderen Ortsteilen der Commune nouvelle:
| Esches       |                                             | Anserville (Commune déléguée) |
|              | Kompassrose, die auf Nachbargemeinden zeigt |                               |
| Amblainville |                                             | Bornel (Ortsteil)             |

## Bevölkerungsentwicklung
| Fosseuse: Einwohnerzahlen von 1793 bis 2020                                                                                | Fosseuse: Einwohnerzahlen von 1793 bis 2020 | Fosseuse: Einwohnerzahlen von 1793 bis 2020 | Fosseuse: Einwohnerzahlen von 1793 bis 2020 | Fosseuse: Einwohnerzahlen von 1793 bis 2020 |
| --- | ------------------------------------------- | ------------------------------------------- | ------------------------------------------- | ------------------------------------------- |
| Jahr |                                             |                                             |                                             | Einwohner                                   |
| 1793 | 1793                                        |                                             | 140                                         | 140                                         |
| 1800 | 1800                                        |                                             | 139                                         | 139                                         |
| 1806 | 1806                                        |                                             | 164                                         | 164                                         |
| 1821 | 1821                                        |                                             | 191                                         | 191                                         |
| 1831 | 1831                                        |                                             | 167                                         | 167                                         |
| 1836 | 1836                                        |                                             | 168                                         | 168                                         |
| 1841 | 1841                                        |                                             | 164                                         | 164                                         |
| 1846 | 1846                                        |                                             | 171                                         | 171                                         |
| 1851 | 1851                                        |                                             | 169                                         | 169                                         |
| 1856 | 1856                                        |                                             | 201                                         | 201                                         |
| 1861 | 1861                                        |                                             | 204                                         | 204                                         |
| 1866 | 1866                                        |                                             | 232                                         | 232                                         |
| 1872 | 1872                                        |                                             | 202                                         | 202                                         |
| 1876 | 1876                                        |                                             | 193                                         | 193                                         |
| 1881 | 1881                                        |                                             | 182                                         | 182                                         |
| 1886 | 1886                                        |                                             | 213                                         | 213                                         |
| 1891 | 1891                                        |                                             | 190                                         | 190                                         |
| 1896 | 1896                                        |                                             | 195                                         | 195                                         |
| 1901 | 1901                                        |                                             | 206                                         | 206                                         |
| 1906 | 1906                                        |                                             | 194                                         | 194                                         |
| 1911 | 1911                                        |                                             | 212                                         | 212                                         |
| 1921 | 1921                                        |                                             | 203                                         | 203                                         |
| 1926 | 1926                                        |                                             | 175                                         | 175                                         |
| 1931 | 1931                                        |                                             | 196                                         | 196                                         |
| 1936 | 1936                                        |                                             | 175                                         | 175                                         |
| 1946 | 1946                                        |                                             | 165                                         | 165                                         |
| 1954 | 1954                                        |                                             | 172                                         | 172                                         |
| 1962 | 1962                                        |                                             | 180                                         | 180                                         |
| 1968 | 1968                                        |                                             | 194                                         | 194                                         |
| 1975 | 1975                                        |                                             | 228                                         | 228                                         |
| 1982 | 1982                                        |                                             | 572                                         | 572                                         |
| 1990 | 1990                                        |                                             | 677                                         | 677                                         |
| 1999 | 1999                                        |                                             | 742                                         | 742                                         |
| 2006 | 2006                                        |                                             | 734                                         | 734                                         |
| 2013 | 2013                                        |                                             | 743                                         | 743                                         |
| 2020 | 2020                                        |                                             | 786                                         | 786                                         |
| Quelle(n): EHESS/Cassini bis 1999, INSEE ab 2006 Anmerkung(en): Ab 1962 offizielle Zahlen ohne Einwohner mit Zweitwohnsitz |                                             |                                             |                                             |                                             |

## Sehenswürdigkeiten
- Das Schloss Fosseuse stammt aus der zweiten Hälfte des 16. Jahrhunderts, früher Eigentum der Montmorency. Reste der Einrichtung im Renaissance-Stil sind erhalten. Fassaden und Dächer sind seit 1992 als Monument historique eingeschrieben.
- Die Pfarrkirche Saint-Michel-et-Saint-Claude hat ihren Ursprung aus dem 16. Jahrhundert und war ursprünglich die Schlosskapelle. Von dieser Zeit ist nur der Chor übrig geblieben. Das Langhaus datiert aus dem 17./18. Jahrhundert.

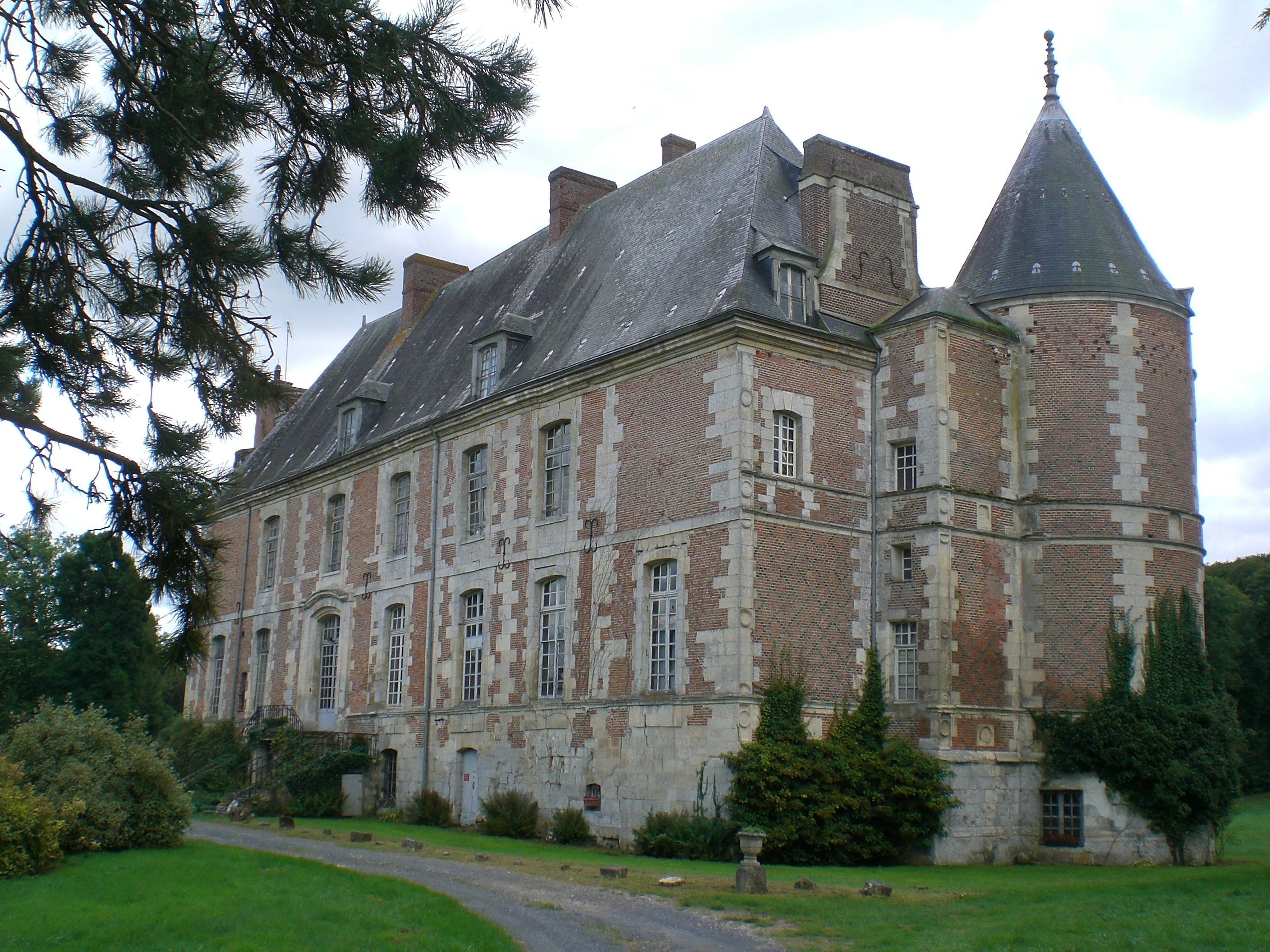
Schloss Fosseuse
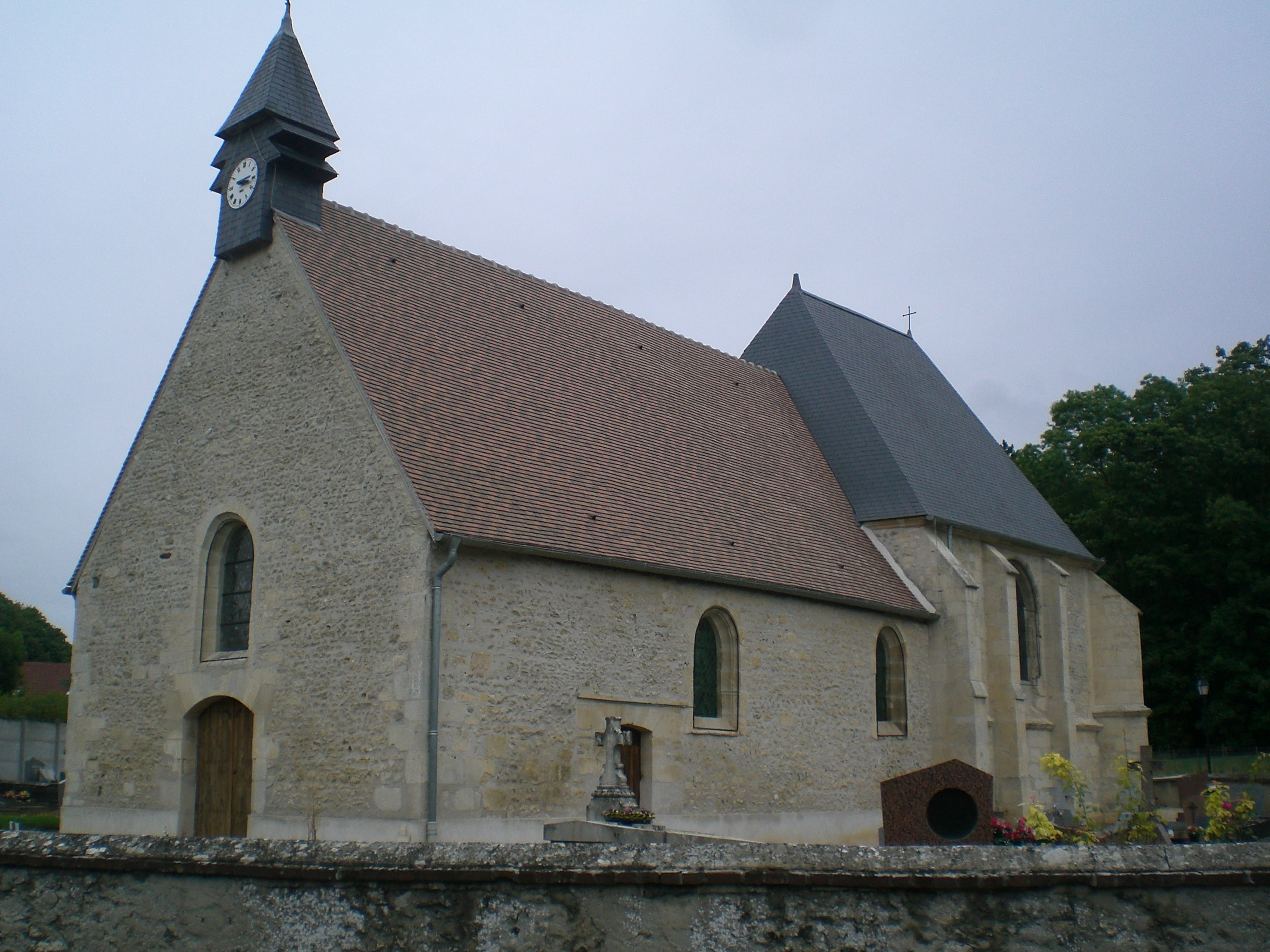
Pfarrkirche Saint-Michel-et-Saint-Claude